# Gedankenstopp
Der Gedankenstopp ist eine in den 1950er Jahren entwickelte Technik der Verhaltenstherapie zum Unterbrechen sich häufig wiederholender, belastender z. B. dysfunktionaler (Grübeln) Gedanken.
Der unerwünschte Gedanke oder Gedankengang wird dabei zunächst vom Therapeuten, später vom Patienten selbst, durch ein laut artikuliertes „Stopp“ unterbrochen. Neben der Unterbrechung des Gedankengangs wirkt die durch den lauten Ausruf hervorgerufene Schreckreaktion als direkte Bestrafung und soll mit zunehmender Übung im Sinne einer zunächst offenen und später verdeckten Konditionierung zu einer nachlassenden Auftrittswahrscheinlichkeit der unerwünschten Gedanken führen.	 
Die Technik sollte nur nach gründlicher Verhaltens- und Problemanalyse durchgeführt werden, um sicherzustellen, dass der Patient die Technik versteht und anwenden kann, und um ein besonders schwerwiegendes Problemverhalten zu ermitteln, an dem gearbeitet werden kann.

## Vorgehensweise
Die Patienten berichten zunächst ausführlich den unerwünschten Gedanken bzw. Gedankengang. Der Therapeut ruft jetzt laut „Stopp!“. Dies sollte für den Patienten unerwartet kommen und zu einer Schreckreaktion führen. Der Patient berichtet anschließend typischerweise, dass der Gedankengang durch das Verhalten des Therapeuten unterbrochen wurde. Dieser Effekt wird als Modell diskutiert.
Der Patient wird im Folgenden in die Lage versetzt, den Gedanken schrittweise selbst zu unterbrechen. Zunächst lässt er seinen Gedanken freien Lauf, ohne sie zu berichten, meldet aber über ein vorher vereinbartes Handzeichen, wenn der unerwünschte Gedanke bzw. Gedankengang auftritt. Der Therapeut unterbricht ihn erneut durch ein lautes „Stopp!“. Nach mehrmaliger Übung dieses Vorgehens wird der Patient aufgefordert, den Gedankengang durch ein selbst artikuliertes lautes „Stopp!“ zu unterbrechen. Im folgenden Schritt wird angestrebt, die unerwünschten Gedankengänge zunächst in der Therapiesitzung, später im Alltag durch ein gedanklich (also nicht laut) ausgesprochenes „Stopp!“ zu unterbrechen.